# 醫管局員工陣線

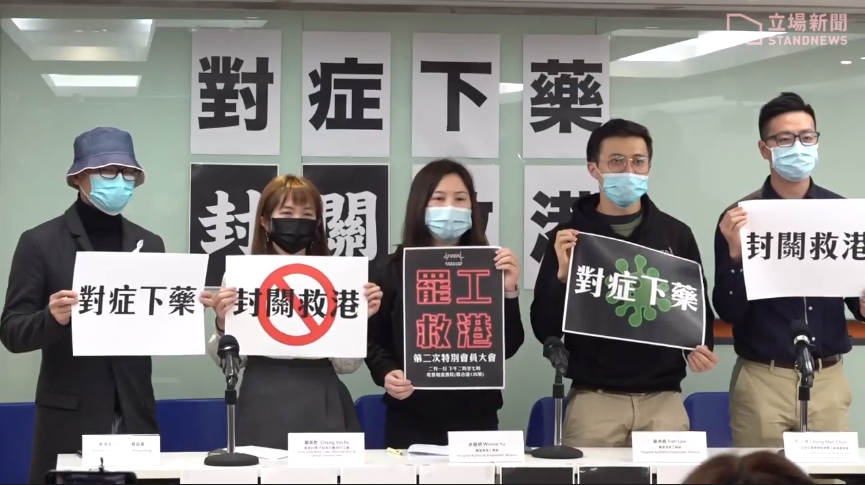
2020年1月31日，新工會「醫管局員工陣線」表示因政府不回應全面封關等訴求下，而發起罷工行動，有逾6700人簽署承諾參與罷工行動，其中護士佔70%，醫生佔8%

醫管局員工陣線（HA Employees Alliance，簡稱：HAEA）於2019年11月24日成立，2022年6月30日解散，為香港醫院管理局僱員工會，同時是2019年反修例運動期間所成立新工會之一。曾發動2020年2月3-7日香港醫護罷工行動，目的是為了爭取政府全面「封關」以減低香港被2019冠狀病毒病疫情影響的風險和醫院管理局提供足夠保護裝備予前線醫護。

## 宗旨
以各種形式為香港醫院管理局員工建立平台發聲，堅決守護醫管局職員的政治權利及言論自由，反映員工在工作上遇到的不公平與困難，保障員工應有權利和待遇。

## 目標
- 守護醫護專業及病人權益，促請醫管局正視及處理醫院內任何違規行為及濫權情況
- 支援同業發起之工業行動，透過聯系各院各專職的同業，在不妨礙緊急醫療服務的情況下進行工業行動
- 保障同業表達訴求、參與工業行動的權利，並提供法律及經濟援助
- 向醫管局反映員工意見，改善員工的職場待遇，及處理勞資糾紛等職場問題

## 會員資格
凡通常在香港居住，並受僱於香港醫院管理局的合約制或終身制員工，均可申請成為普通會員。

## 相關事件

### 香港醫護罷工行動

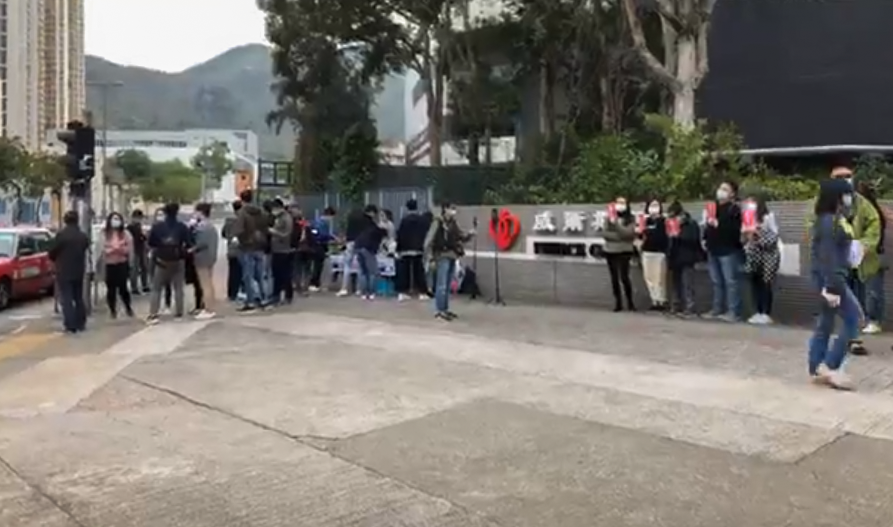
2月3日早上，沙田威爾斯親王醫院已有數十人排隊輪候簽到參與罷工

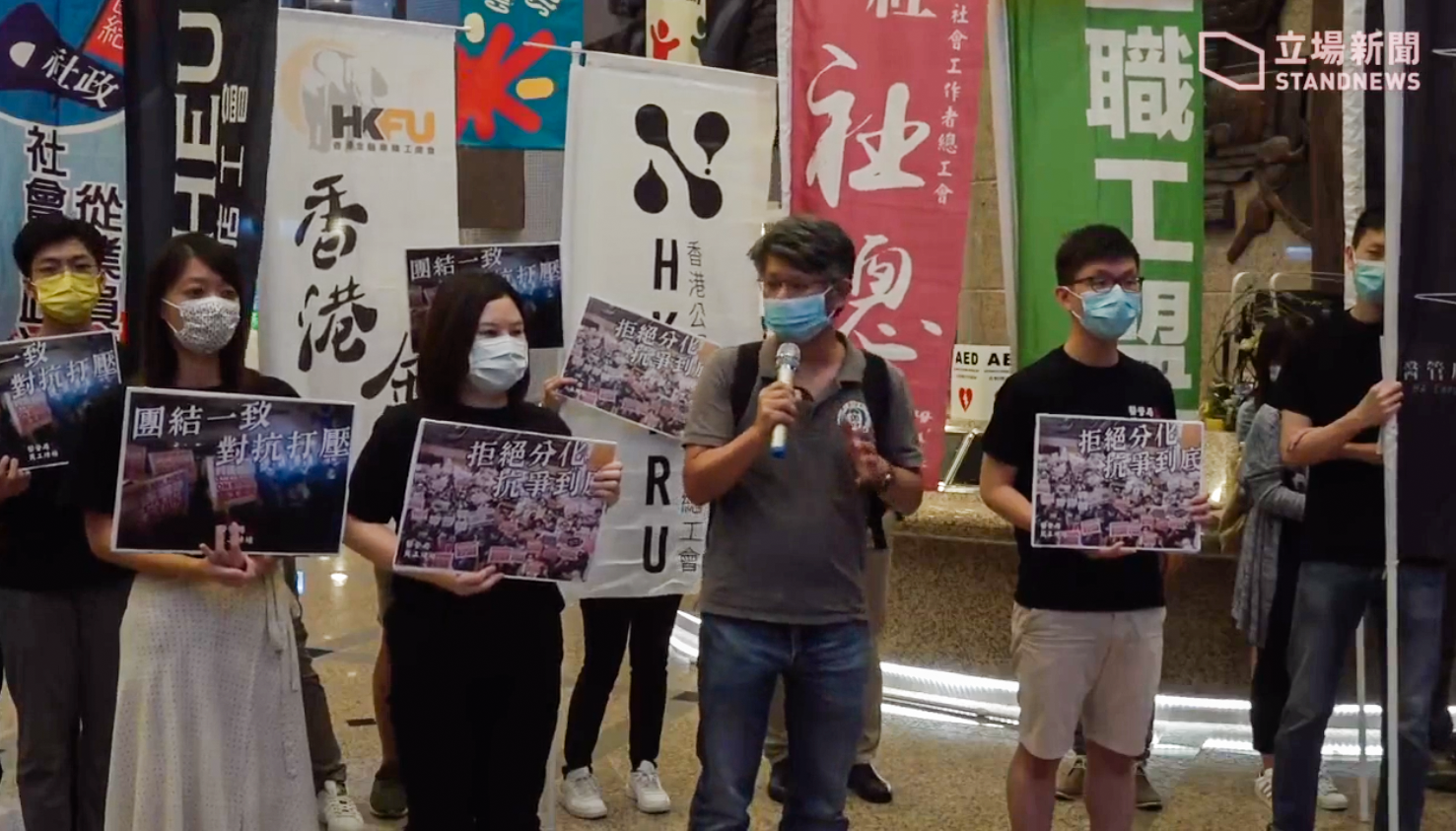
2020年10月，醫管局要求在同年2月參與罷工「缺勤」的醫護人員提供原因，醫管局員工陣線向醫管局交信，表示收集到逾5,800名會員的回覆

2019冠狀病毒病香港疫情之下，香港的關口依然開放予中國大陸的人士進入，在香港確診的病患越來越多，大部分是從中國大陸傳入。在2019年12月成立，擁有過萬名醫管局員工會員的醫管局員工陣線於2020年1月26日提出五個訴求，並表示若醫管局未有回應訴求，將會在2月3日發起罷工。2月1日，醫管局員工陣線的特別會員大會以3,123票贊成、10票反對、23票反對和8票廢票通過於2月3日起罷工。罷工的訴求包括「禁止任何旅客經由中國入境」、「落實確切方案確保口罩供應充足」、「提供足夠隔離病房暫停非緊急服務」、「提供足夠配套予照顧隔離病人的醫護」及「公開承諾絕不秋後算賑」。共有9,000名醫護實名簽署參與罷工。罷工受到大半社會猛烈譴責，被認爲借防疫推進政治目的，對大陸非人化並與契合修理風波以來的反政府目標，迫於壓力于2月7日自行結束。

### 成立防疫抗爭基金
2020年2月7日，工會宣布暫時擱置罷工。期後於2月8日宣佈成立「防疫抗爭基金」，支援僱員在COVID-19疫情影響下，因參與防疫抗爭的集體行動而產生的經濟、法律及活動開支等。如有工會會員因參與行動被僱主針對，導致收入受損，包括解僱、停職、降職等，可獲3個月財政支援。基金擬定，醫管局員工每月的資助金額，不可多於相關職位的工資中位數，其他行業人士則以全港工資中位數計算。抗爭基金合共由5位信託人管理，並負責審批求助個案，成員包括前醫管局員工陣線主席余慧明、司庫張嘉祺，前職工盟主席吳敏兒、大律師黃瑞紅和資訊科技界工會主席鄧卓文。除了支援被秋後算賬的工會成員，基金亦會撥款資助工會發起防疫相關工業行動，和法律支援訴訟等相關開支。

### 工會活動被定為與職工會條例不符
2021年9月17日，因應職工會登記局去信醫管局員工陣線，要求提交資料，工會代主席陳國誠向局方提交書面回應，強烈反對當局將工會的活動定性為涉嫌與《職工會條例》不符，或指工會將經費用於政治目的。主席陳國誠指出，工會所有活動均依據會章，並以合法方式進行，工會的法律地位、過去活動包括罷工，是爭取合理權益，受《基本法》保障，一切評論均建基於數據、科學及專業判斷。陳國誠提到，局方早前來信，要求工會就八項活動提交資料，包括2020年2月醫護罷工、前主席余慧明參與初選事宜、六四事件及反修例事件的評論及電影放映會等，其中局方提及，工會就「安心出行」應用程式的評論，指政府用以監控市民行蹤，局方又指工會就新冠疫苗接種計劃的評論，貶低疫苗功效。陳國誠指，工會關切市民健康，有關人的性命及人道災難，是自然正常工會活動，工會並無向局方提交會員資料。被問到會否擔心局方會取消工會登記，陳國誠不作評論，至於會否自行解散，陳國誠指工會想做好維繫會員的工作，希望未來大家好好保重並走下去。

## 外部連結
- 醫管局員工陣線Facebook專頁 （页面存档备份，存于）